# 四川温泉蛇
四川温泉蛇（学名：Thermophis shangrila）一种分布于中华人民共和国四川省西部理塘县境内的蛇，隶属于游蛇科温泉蛇属。
本种最早于2004年发现，当时鉴定为是西藏温泉蛇（Thermophis baileyi）。后经研究确认是一新种。